# Спорт в Армении

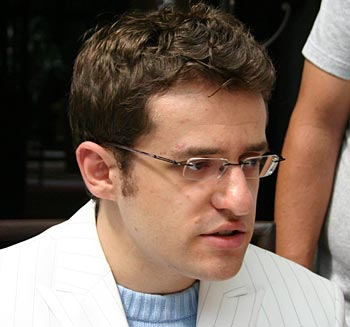
Левон Аронян — армянский шахматист, один из ведущих гроссмейстеров мира

В настоящее время наиболее популярными видами спорта в Армении являются футбол, шахматы, тяжёлая атлетика, бокс, греко-римская и вольная борьба, дзюдо, спортивная гимнастика.

## История
Спорт высших достижений начал развиваться в Армении в 20-30-х годах XX века. Вплоть до 1946 года по политическим причинам спортсмены Армении как и всего СССР не имели возможности выступать на международных соревнованиях и могли принимать участие только в чемпионатах СССР. В этот период наиболее значимых достижений добивались армянские тяжелоатлеты и борцы. Среди них трёхкратный чемпион СССР (1933—1935) и рекордсмен мира по тяжёлой атлетике Серго Амбарцумян, двукратный чемпион СССР по греко-римской борьбе (1940, 1944) Саркис Варданян.
С появлением советских спортсменов на международной арене первым чемпионом Европы из Армении стал ереванский тяжелоатлет Иван Аздаров, завоевавший золотую медаль в легчайшей весовой категории на первенстве континента в Хельсинки (1947). В 1952 году на дебютных для советских спортсменов Олимпийских играх в Хельсинки первым олимпийским чемпионом из Армении стал гимнаст Грант Шагинян, завоевавший золотые медали в упражнениях на кольцах и в командном первенстве. Через два года он же стал двукратным чемпионом мира в упражнениях на коне и в командном первенстве.
В дальнейшем армянские спортсмены неизменно входили в сборную СССР на всех летних Олимпийских играх с её участием, добивались серьёзных успехов на международном уровне в тяжёлой атлетике (Вардан Милитосян, Юрий Варданян, Юрий Саркисян, Оксен Мирзоян, Исраел Милитосян), боксе (Владимир Енгибарян, Самсон Хачатрян, Исраел Акопкохян, Мехак Казарян, Ншан Мунчян), вольной (Аршак Саноян, Гурген Багдасарян, Степан Саркисян, Гнел Меджлумян) и греко-римской борьбе (Бенур Пашаян, Левон Джулфалакян, Мнацакан Искандарян), самбо (Гарник Оганесян, Гурген Тутхалян, Гагик Казарян), спортивной гимнастике (Альберт Азарян, Эдвард Микаелян, Эдуард Азарян, Артур Акопян), лёгкой атлетике (Роберт Эммиян), стрельбе (Зинаида Симонян, Грачья Петикян), фехтовании (Валентин Черников, Ашот Карагян), настольном теннисе (Эльмира Антонян, Нарине Антонян, Анита Захарян), прыжках в воду (Давид Амбарцумян, Сирвард Эмирзян), подводном плавании (Шаварш Карапетян). Представители Армении включались в сборные СССР по таким игровым видам спорта как футбол (Эдуард Маркаров, Аркадий Андриасян, Хорен Оганесян), баскетбол (Арменак Алачачян, Виталий Застухов), волейбол (Нина Мурадян), хоккей на траве (Сос Айрапетян). Армянские шахматисты были на ведущих позициях не только в СССР, но и в мире. Тигран Петросян удерживал титул чемпиона мира с 1963 по 1969 год, Рафаэль Ваганян в составе сборной СССР неоднократно становился победителем шахматных олимпиад, командных чемпионатов мира и чемпионатов Европы.
После обретения Арменией независимости благодаря накопленному в советский период потенциалу армянские спортсмены продолжали добиваться значимых успехов на международном уровне. В 1993 году первым чемпионом Европы под флагом независимой Армении стал тяжелоатлет Хачатур Кяпанакцян, а первыми чемпионами мира — боксёр Ншан Мунчян и борец греко-римского стиля Агаси Манукян. В 1994 году звание чемпионки Европы и чемпионки мира по стендовой стрельбе выиграла Ерджаник Аветисян. На Олимпийских играх в Атланте титул олимпийского чемпиона завоевал борец греко-римского стиля Армен Назарян. В 1995—1998 годы трижды чемпионом мира по вольной борьбе становился Араик Геворгян.
Однако к концу 90-х годов XX века в армянском спорте наступил глубокий кризис, связанный с политическими и экономическими трудностями, сопровождавшими процесс обретения Арменией независимости. Эти трудности обусловили резкое ухудшение условий тренировок, массовый отъезд из страны ведущих тяжелоатлетов (Юрий Саркисян, Алексан Карапетян, Ара Варданян), борцов (Альфред Тер-Мкртчян, Мнацакан Искандарян, Армен Назарян, Мхитар Манукян, Ара Абрахамян, Армен Варданян), боксёров (Алексан Налбандян, Артур Микаелян) и представителей других видов спорта, который продолжался в течение всех 1990-х годов. Результатом этого стало то, что на Олимпийских играх в Сиднее спортсмены, выступавшие под флагом Армении, завоевали лишь одну бронзовую медаль, а на Олимпийских играх в Афинах завоевать медали не смогли.

## Современность
С середины 2000-х годов можно говорить о начале возрождения победных традиций армянских спортсменов в некоторых видах спорта.

### Шахматы
Шахматы в Армении были в наименьшей степени затронуты кризисом 1990-х годов. В стране проводились такие крупные соревнования по этому виду спорта как Шахматная олимпиада 1996 года и Командный чемпионат мира 2001 года. Уровень результатов мужской сборной оставался высоким, а результатов женской сборной даже улучшался. В 1999 году мужская, а в 2003 году женская сборные Армении становились победителями командного чемпионата Европы. В 2006, 2008 и 2012 годах мужская сборная побеждала на шахматных олимпиадах, а в 2011 году выиграла командный чемпионат мира в Нинбо. В настоящее время мужская сборная Армении остаётся одной из сильнейших в мире, а ведущий армянский шахматист Левон Аронян имеет в своем активе победы на таких крупных шахматных турнирах как Морелия/Линарес (2006) и Вейк-ан-Зее (2007, 2008, 2012, 2014), этапы серии Гран-при в Сочи (2008) и Нальчике (2009).

### Тяжёлая атлетика
Высокие результаты на международной арене вновь стали показывать армянские тяжелоатлеты. Так в 2007 году сборная Армении победила на Чемпионате Европы по тяжёлой атлетике, завоевав 10 золотых медалей. А на Чемпионате Европы 2008 года завоевала уже 13 золотых медалей, подтвердив статус сильнейшей на континенте. На Олимпийских играх в Пекине армянские тяжелоатлеты завоевали три бронзовые медали. В 2009 году Назели Авдалян впервые в истории независимой Армении стала чемпионкой мира по тяжёлой атлетике. В 2010 году титул чемпиона мира завоевал Тигран Мартиросян.

### Бокс
С середины 2000-х годов вновь стали успешно выступать армянские боксёры. На чемпионате Европы 2006 года в Пловдиве двоим армянским боксёрам удалось стать призёрами континентального первенства, а через два года в Ливерпуле Оганес Даниелян и Эдуард Амбарцумян завоевали звание чемпионов Европы. На Олимпийских играх в Пекине Грачик Джавахян выиграл бронзовую медаль. В 2009 году серебряным призёром чемпионата мира становился Андраник Акопян.
Ещё более успешно выступают армянские боксёры-профессионалы. Вахтанг Дарчинян и Артур Абрахам, владели чемпионскими поясами по разным версиям, ещё несколько армянских боксёров добивались права оспаривать чемпионские пояса по наиболее престижным версиям.

### Борьба
В 2010-х годах вновь начали выходить на ведущие позиции в мире армянские борцы. В 2013 году чемпионом Европы и мира по вольной борьбе стал Давид Сафарян. В 2014 году борцы греко-римского стиля Арсен Джулфалакян и Артур Алексанян выиграли золотые медали чемпионата мира. В 2015 году Артур Алексанян повторил этот успех, а в 2016 году завоевал звание олимпийского чемпиона.

### Стрельба
На момент обретения независимости в Армении была развита как пулевая так и стендовая стрельба. Однако в 1990-е годы из-за отсутствия условий для полноценных тренировок ведущие стрелки Армении перестали показывать высокие результаты или были вынуждены покинуть Армению. С середины 2000-х годов в развитии этого вида спорта вновь наметились позитивные тенденции. В 2005—2009 годах Норайр Бахтамян трижды становился призёром чемпионата Европы по стрельбе из пневматического и произвольного пистолета. В 2012 году возобновившая выступления под флагом Армении Ерджаник Аветисян завоевала золотую медаль чемпионата Европы в стрельбе на круглом стенде.

### Спортивная гимнастика
В середине 2010-х годов вновь стали заявлять о себе на международных соревнованиях армянские гимнасты. В 2015 году специализирующийся на упражнениях на коне Арутюн Мердинян выиграл бронзовую медаль чемпионата мира в этой дисциплине, а в 2016 году первенствовал в ней на чемпионате Европы.

### Восточные единоборства
В 2000-х годах в Армении появились спортсмены международного уровня в таких видах спорта как дзюдо и тхэквондо. В 2005 году Армен Назарян стал первым чемпионом Европы по дзюдо из Армении, а в 2009 году другой дзюдоист Ованес Давтян принёс первую в истории Армении медаль чемпионата мира. В 2008 году победителем континентального первенства по тхэквондо становился Арман Еремян. Значительных успехов на мировом уровне добиваются также армянские каратисты и ушуисты.